# HMCS Haida (G63)
«Хайда» (G63) (англ. HMCS Haida (G63) — військовий корабель, ескадрений міноносець типу «Трайбл» Королівського військово-морського флоту Канади за часів Другої світової та Корейської війн.
Ескадрений міноносець «Хайда» був замовлений 5 квітня 1940 року. Закладка корабля відбулася 29 вересня 1941 року на верфі компанії Vickers-Armstrongs у Ньюкасл-апон-Тайні. 25 серпня 1942 року він був спущений на воду, а 18 вересня 1943 року увійшов до складу Королівських ВМС Канади. Есмінець брав участь у бойових діях на морі в Другій світовій війні, переважно бився у Північній Атлантиці, супроводжуючи арктичні конвої, підтримував висадку морського десанту в Нормандії. За проявлену мужність та стійкість у боях бойовий корабель заохочений чотирма бойовими відзнаками. У 1952—1953 роках брав участь у бойових діях у Кореї, за що відзначений ще однією бойовою відзнакою.
1964 році викуплений товариством моряків, які служили на есмінці, перетворений на музей бойової слави. Нині перебуває на стоянці в Гамільтоні, Канада.

## Бойовий шлях

### 1943
Після введення до строю канадський есмінець «Хайда» прибув до четвертного естуарію Скапа-Флоту, де увійшов до складу Домашнього флоту Великої Британії. 14 жовтня приєднався до флотилії есмінців «Джейнес», «Віджілент», «Гарді», «Ірокеу» та американського «Коррі» для супроводу лінійного корабля «Енсон» до Шпіцбергена.
1 листопада 1943 року есмінець входив до складу сил ескорту, що супроводжували конвой RA 54A, який повертався з Радянського Союзу.
19 листопада 1943 року есмінець «Хайда» разом з оперативною групою британського флоту забезпечували прикриття конвою JW 54A.
20 грудня 1943 року з бухти Лох-Ю в Шотландії вийшов черговий арктичний конвой JW 55B з 19 транспортних та вантажних суден. Ескадрений міноносець «Хайда» уходив до океанського ескорту конвою.
26 грудня 1943 року о 8:40 в умовах повної полярної ночі кораблі союзників вступили в бій з німецьким ударним угрупованням флоту, яке очолював лінійний корабель ВМС Третього Рейху «Шарнгорст».
В ході морського бою, який точився протягом дня, британські кораблі завдали серйозних пошкоджень лінкору «Шарнгорст», який приблизно о 18:45 внаслідок отриманих ушкоджень від вогню противника затонув.

### 1944
У лютому «Хайда» перейшов до 10-ї флотилії есмінців з базуванням на Плімуті. Група ескадрених міноносців «Ашанті», «Тартар», канадські «Атабаскан», «Хайда», «Гурон» та польські «Піорун» і «Блискавиця» здійснювала прикриття та супровід конвоїв поблизу французького узбережжя та крізь Ла-Манш.
24 березня корабель прибув до складу сил флоту, яка готувалася до підтримки висадки морського десанту в Нормандію. В період з 30 березня до 19 квітня «Хайда» діяв разом з британськими есмінцями «Бріссенден», «Танатсайд», «Гурон», «Венслідейл», «Мелбрейк» і «Ашанті» з прикриття морських навчань у контексті підготовки до морської десантної операції.
З квітня есмінець діяв разом з есмінцями «Ашанті» й «Гурон», забезпечуючи ескорт мінному загороджувачу «Аполло», який встановлював мінні поля поблизу берегів Франції.
25-26 квітня група кораблів на чолі з крейсером «Блек-Принс» мала сутичку поблизу бретонського островів Іль-де-Ба проти німецьких міноносців T24, T27 і T29. У ході бойового зіткнення німецький міноносець T29 був потоплений, а «Ашанті» й «Гурон» отримали пошкоджень внаслідок зіткнення між собою.
З початком вторгнення союзного морського десанту в Західну Європу перебував у силах далекого прикриття, діяв на Південно-західних підступах, у Біскайській затоці, протидіючи будь-яким спробам Крігсмаріне зірвати операцію. 9 червня 1944 року під час патрулювання, британська повітряна розвідка виявила у берегів Бретані в 20 милях від острову Іль-де-Бате групу німецьких ескадрених міноносців і союзні кораблі «Ашанті», «Ескімо», «Джавелін», «Хайда», «Гурон», ORP «Піорун» і «Блискавиця» на чолі з есмінцем «Тартар» вийшли на перехоплення ворога. Наслідком стрімкого бою стало затоплення німецького есмінця ZH1, серйозне пошкодження Z24 та викидання на мілину біля острову Z32.
24 червня 1944 року був затоплений у Ла-Манші неподалік від Лендс-Енд німецький підводний човен U-971 у наслідок ураження глибинними бомбами чехословацького важкого бомбардувальника «Ліберейтор» I 311-ї ескадрильї Королівських ПС та скоординованої атаки есмінців «Ескімо» та «Хайда»; загинув 1 член екіпажу, решта (51 матрос) були врятовані.
6 серпня разом із крейсером «Беллона», есмінцями «Ашанті», «Тартар», «Ірокеу» атакували ворожий конвой поблизу Сен-Назера. У результаті швидкоплинного бою британсько-канадські кораблі потопили тральщики M263 і M486, патрульний човен V414 біля Ле-Сабль-д'Олонн та ще чотири малі човни. У ході сутички «Хайда» дістав потрапляння 105-мм снарядом в кормову башту, загинули 2 людини.
30-31 серпня «Хайда» і «Ірокеу» ескортували французький легкий крейсер «Жанна д'Арк» під час переходу в Шербур. 22 вересня есмінець залишив Європу і 29 вересня прибув до Галіфакса, Канада, де встав на ремонт і модернізацію.

### 1945
11 січня 1945 року канадський есмінець «Хайда» повернувся на Європейський театр. У березні разом з «Ірокеу» прикривав ескортні авіаносці в ході операції «Префікс» по мінних постановках у районі Гранесунда (18 березня) і нальоту на Тронгейм (24-28 березня).
16 квітня «Хайда» в складі ескорту конвою JW 66 вийшов з Клайда у Ваєнга, звідки супроводжував зворотний конвой з 2 по 6 травня, коли прибув в Скапа-Флоу. Есмінець почали готувати до операції в Тронсгеймсфіорді, наміченої на 17 травня, проте війна закінчилася. 29-31 травня «Хайда» брав участь у здачі німецьких підводних човнів союзникам у Бергені.